# Уляниця
Уляниця (пол. Ulanica) — розташоване на Закерзонні село в Польщі, у гміні Динів Ряшівського повіту Підкарпатського воєводства.
Населення — 407 осіб (2011).

## Розташування
Розташоване приблизно за 5 км на північний захід від Динова і за 25 км на південний схід від воєводського центру Ряшева.

## Історія
Вперше згадується в 1436 р., коли стало власністю Малгожати — доньки Петра Кміти, як село, закріпачене за німецьким правом.
Село знаходиться на заході Надсяння, де внаслідок примусового закриття церков у 1593 р. українське населення зазнало латинізації та полонізації. У 1892 р. більшість населення Уляниці перейшла до костелу і переписались на поляків, у селі було 132 будинки і 799 жителів (754 поляки, 21 українець і 23 євреї). На 1936 р. рештки українського населення належали до греко-католицької парафії Бахір Динівського деканату Перемишльської єпархії (у 1934-1947 рр. Апостольської адміністрації Лемківщини).
У 1975-1998 роках село належало до Перемишльського воєводства.

## Демографія
Демографічна структура станом на 31 березня 2011 року:
|          | Загалом | Допрацездатний вік | Працездатний вік | Постпрацездатний вік |
| -------- | ------- | ------------------ | ---------------- | -------------------- |
| Чоловіки | 193     | 36                 | 125              | 32                   |
| Жінки    | 214     | 48                 | 104              | 62                   |
| Разом    | 407     | 84                 | 229              | 94                   |